# 天江增七
蛇夫座ξ，中文星名天江增七，又名BD-20 4731，HD 156897、SAO 185296、HR 6445，是蛇夫座的一颗恒星，视星等为4.39，位于銀經3.59，銀緯8.92，其B1900.0坐标为赤經17h 15m 0.6s，赤緯-21° 8.92′ 20″，该恒星距离地球57.1±0.2光年。